# Edwardsville (Kansas)
Edwardsville – miasto w Stanach Zjednoczonych, w stanie Kansas, w hrabstwie Wyandotte.